# День працівників сільського господарства
День працівників сільського господарства — професійне свято сільськогосподарських працівників у низці країн.
- День працівників сільського господарства України — професійне свято працівників сільського господарства, підприємств з переробки сільськогосподарської сировини, харчової промисловості, заготівельних, водогосподарських та обслуговуючих підприємств і організацій агропромислового комплексу України. Відзначається щорічно у третю неділю листопада.
- День працівників сільського господарства і переробної промисловості Росії — професійне свято працівників сільського господарства, підприємств з переробки сільськогосподарської сировини Росії. Відзначається щорічно у другу неділю жовтня.